# Elite Women's Hockey League 2013-2014
L'Elite Women's Hockey League 2013-2014 è stata la decima edizione di questo torneo per squadre femminili di club. 

## Formula
Il torneo si è svolto tra il mese di settembre del 2013 ed il febbraio del 2014. Vi hanno preso parte squadre provenienti da Austria, Italia, Slovenia ed Ungheria.
Rispetto alla stagione precedente mancano le campionesse dell'HK Pantera Minsk, mentre sono neo-iscritte le austriache Neuberg Highlanders e le slovene HDK Maribor femminile.
Ognuna delle sette squadre ha affrontato le altre per tre volte nella regular season. Per una vittoria nei tempi regolamentari, la vincente riceveva tre punti; in caso di pareggio si giocava un tempo supplementare, eventualmente seguito, in caso di ulteriore parità, dai tiri di rigore: in questo caso, alla compagine vincitrice sarebbero andati due punti ed uno alla sconfitta.

## Classifica dellaRegular season
| Pos. | Squadra             | Paese    | PG | V  | VOT | POT | P  | Reti   | Pt. |
| 1.   | Vienna Sabres       | Austria  | 17 | 17 | 0   | 0   | 0  | 157:14 | 51  |
| 2.   | EV Bozen Eagles     | Italia   | 18 | 13 | 1   | 0   | 5  | 71:30  | 38  |
| 3.   | Salisburgo Eagles   | Austria  | 18 | 12 | 1   | 1   | 6  | 80:31  | 36  |
| 4.   | Neuberg Highlanders | Austria  | 18 | 11 | 0   | 1   | 7  | 71:72  | 34  |
| 5.   | KMH Budapest        | Ungheria | 18 | 4  | 0   | 0   | 14 | 24:76  | 12  |
| 6.   | Maribor F.          | Slovenia | 17 | 2  | 0   | 0   | 16 | 28:102 | 9   |
| 7.   | WE-V Flyers         | Austria  | 18 | 2  | 0   | 0   | 16 | 17:123 | 6   |

## Final Four

### Semifinali
| Vienna 15 febbraio 2014, ore 20:40 | Vienna Sabres | 3 – 4 (0:2, 1:0, 2:2) referto | Neuberg Highlanders | Albert Schultz Eishalle |

| Vienna 15 febbraio 2014, ore 20:50 | EV Bozen Eagles | 9 – 4 (5:3, 3:0, 1:1) referto | DEC Salisburgo Eagles | Albert Schultz Eishalle 3 |

### Finale per il terzo posto
| Vienna 16 febbraio 2014, ore 12:40 | Vienna Sabres | 7 – 0 (0:0, 3:0, 4:0) referto | DEC Salisburgo Eagles | Albert Schultz Eishalle |

### Finale
| Vienna 16 febbraio 2014, ore 15:40 | EV Bozen Eagles | 7 – 0 (0:0, 2:0, 5:0) referto | Neuberg Highlanders | Albert Schultz Eishalle |

L'EV Bozen Eagles si aggiudica per la prima volta il torneo. È in assoluto la prima vittoria per una squadra italiana in Elite Women's Hockey League.

## Premi
All-Star-Team
| Attaccanti: | Anna Meixner (Vienna Sabres) – Esther Kantor (Vienna Sabres) – Jordan Brickner (Salisburgo Eagles) |
| Difensori:  | Regan Boulton (Vienna Sabres) – Felicia Vieweg (Neuberg Highlanders)                               |
| Portiere:   | Daniela Klotz (EV Bozen Eagles)                                                                    |

Individuali
- Miglior portiere: Victoria Vigilanti (Vienna Sabres)
- Top Goal Scorer (maggior numero di gol segnati): Anna Meixner (Vienna Sabres)
- Top Scorer (maggior numero di punti segnati): Anna Meixner (Vienna Sabres)